# Alain Bacquet
Alain Bacquet, né le 22 septembre 1931 au Mans, est un haut fonctionnaire français.

## Biographie
Il est diplômé de l'Institut d'études politiques de Paris (1949-1952), puis de l'École nationale d'administration de 1956 à 1958. Il se lie d'amitié avec Michel Rocard et Geneviève Poujol.

## Carrière
Auditeur au Conseil d'État en 1958, puis maître des requêtes en 1963, Alain Bacquet est conseiller juridique de l'ambassade de France en Algérie de 1962 à 1965, sous les ambassadeurs Jean-Marcel Jeanneney et son successeur Georges Gorse.
Chargé de mission à la direction  de l'Aménagement foncier et de l'urbanisme (DAFU) du ministère de l'Équipement, il devient chef du service de l'urbanisme de 1967 à 1971, et œuvre à la rédaction du projet de loi d'orientation urbaine et foncière. En novembre 1971, il devient directeur de l'architecture au ministère des Affaires culturelles, jusqu'en janvier 1977. Parmi ses nombreuses responsabilités, il est chargé d'élaborer et de faire aboutir le projet de loi sur l'architecture qui sera voté en janvier 1977.
De 1980 à 1986, il est vice-président de la commission nationale des opérations immobilière et de l'architecture.
Il est nommé conseiller d'État le 7 juillet 1982. En avril 1983, il est président de l'Association des membres et anciens membres du Conseil d'État.
Il est directeur de cabinet de Robert Badinter, ministre de la Justice de 1983 à 1986, puis de Michel Crépeau au ministère de la Justice. Lors de son départ en 1986, il rejoint le Conseil d'État et est nommé président de la première sous-section de la section du contentieux.
Au Conseil des ministres du 18 septembre 1991, il est nommé président de la section sociale du Conseil d'État, fonction qu'il occupe jusqu'en septembre 1997. Il est président de la Cour supérieur d'arbitrage depuis mars 1996.
De juin 2002 à juin 2006, il est membre du Conseil supérieur de la magistrature, élu à cette fonction par l'assemblée générale du Conseil d'État.
De 1997 à 2005, il est président du Service social d'aide aux émigrants[réf. nécessaire].

## Publications
- 2008 : Quel avenir pour le ministère public ?, sous l'égide de la Cour de Cassation, en collaboration avec Elish Angiolini